# Girolamo Crispi
Girolamo Maria Crispi (Ferrara, 30 settembre 1667 – Ferrara, 24 luglio 1746) è stato un arcivescovo cattolico italiano.

## Biografia
Fu ordinato sacerdote il 13 dicembre 1692. Clemente XI lo nominò arcivescovo metropolita di Ravenna. Fu consacrato il 19 gennaio 1721 dal cardinale Fabrizio Paolucci, coadiuvato dai vescovi Nicola Tedeschi, O.S.B., vescovo di Lipari, e Valerio Rota, vescovo di Belluno.
Date le dimissioni, venne nominato patriarca titolare di Alessandria dei Latini nel 1742, e venne trasferito all'arcidiocesi di Ferrara nel 1743, dove morì pochi anni dopo.

## Genealogia episcopale e successione apostolica
La genealogia episcopale è:
- Cardinale Scipione Rebiba
- Cardinale Giulio Antonio Santori
- Cardinale Girolamo Bernerio, O.P.
- Arcivescovo Galeazzo Sanvitale
- Cardinale Ludovico Ludovisi
- Cardinale Luigi Caetani
- Cardinale Ulderico Carpegna
- Cardinale Paluzzo Paluzzi Altieri degli Albertoni
- Cardinale Gaspare Carpegna
- Cardinale Fabrizio Paolucci
- Patriarca Girolamo Crispi

La successione apostolica è:
- Arcivescovo Domenico Maria Salvini, O.P. (1732)